# Mučínska jaskyňa
Mučínska jaskyňa je přírodní památka v katastrálním území obce Mučín v okrese Lučenec v Banskobystrickém kraji na Slovensku. Území bylo vyhlášeno v roce 1994. Předmětem ochrany je přístupná jeskyně.